# Iglesia de Nuestra Señora de la Asunción (Peñacerrada)
La iglesia de Nuestra Señora de la Asunción en Peñacerrada (Álava, País Vasco, España) es un templo de planta rectangular de una nave con cuatro tramos, torre anexa a los pies, sin ábside y con cinco capillas laterales, tres en el lateral sur y dos en el norte. El volumen principal es un prisma rectangular que se corresponde con la nave a la que se agregan capillas y pórticos formando otro cuerpo de menor altura en los laterales longitudinales. La iglesia se caracteriza por el primer plano que representan los pórticos y capillas y que conforman las dos plazas principales de la trama de la villa.

## Fachadas
La iglesia de Nuestra Señora de la Asunción presenta su fachada principal hacia un espacio abierto, elevado respecto el nivel de la calle de acceso, que tiene como origen la puerta sur de las murallas. La fachada sur presenta dos escalas diferentes; el propio muro de la iglesia y el volumen del pórtico de acceso junto con tres capillas. El pórtico sur es el acceso al templo y se abre a través de dos grandes arcos de piedra de sillería ubicados en el lateral oeste junto a la torre, uno es de medio punto y otro levemente rebajado por su mayor anchura. El pórtico da acceso a la portada más antigua del templo que muestra un arco apuntado con arquivoltas de rica decoración: la primera, hojas estilizadas; la segunda y tercera, figuras humanas, algunas tañendo instrumentos musicales, una mujer con un laúd, un hombre con un cuerno, otro con doble flauta; la cuarta, grupos de hojas muy naturalistas y en su clave, figuras humanas asomadas bajo un caballo; el trasdós ostenta personajes diversos entre follaje. El tímpano es liso y se apoya en dos repisas; la de la izquierda del espectador presenta figuras de monjes y un personaje alado; la de la derecha, un ser fantástico, con tres cabezas y león rampante. Ocho columnas exentas, cuatro a cada lado, y sendos baquetones en los intercolumnios y jambas sustentan el arco. En los capiteles se aprecian figuras humanas entre follaje y representación de animales. En el pórtico existe un vano abocinado con una ventana trilobulada y enmarcada por pequeñas columnas. El resto de la fachada se corresponde con los tres paños enmarcados por pilastras de las capillas con ventanas adinteladas recercadas mediante placas y orejetas muy próximas a la cornisa. En un segundo plano de fachada, se sitúa el muro de cierre de la nave con contrafuertes de altura variable marcando los tramos internos y una cornisa sobre canes de piedra empotrados en el muro del primer y segundo tramo. Existe un óculo en el tercer tramo y ventanas en arco muy rebajado en el primer tramo y cabecera. La ventana del primer tramo rompe la cornisa con canes.
La fachada norte presenta otro pórtico de menores dimensiones próximo a la torre, con dos arcos de medio punto y mayor decoración, al que se accede por una escalinata semicircular. En el pórtico existe una puerta en desuso a eje con la puerta sur, con dos medias columnas de fuste liso, capiteles jónicos con guirnaldas colgantes y cornisa dentada. En esta fachada solamente hay dos capillas laterales en el segundo y tercer tramo. La fachada se caracteriza por su carácter murario al no existir ningún vano, salvo una pequeña ventana en la capilla del tercer tramo. La fachada norte repite los restos de la cornisa románica empotrada en el muro de cierre de la nave.
Esta antigua cornisa empotrada tiene canecillos con cabezas de animales de ojos saltones y facciones muy marcadas. Una cornisa gótica ornamentada con sarta de perlas corona el muro de la nave.
La fachada este acoge el altar, que es una prolongación de la nave, con un muro plano y ciego, formando al exterior una estrechísima calle. Refleja las dos alturas existentes en el templo; nave y capillas. Presenta contrafuertes en los ángulos de la nave. La fachada oeste se caracteriza por la torre ubicada levemente desplazada hacia el pórtico sur y un local en el ángulo entre los pies de la iglesia y la torre. La torre es esbelta, de planta cuadrada, de sillería y tres cuerpos. El cuerpo de campanas presenta cuatro arcos de medio punto y se remata con una cúpula ovoidal y linterna cilíndrica. Es de decoración sencilla con cornisas muy simples y cuatro flameros pétreos en sus ángulos. Los dos cuerpos inferiores, separados por una moldura, son sobrios, con pequeñas ventanas recercadas por placas con orejetas y una escalera cilíndrica interior de piedra arenisca.

## Interior
Interiormente el templo muestra una única nave longitudinal con tres tramos, más una cabecera recta formando un único espacio lineal, al que de manera subsidiaria se unen las capillas de menor altura en los dos tramos centrales. Los cuatro tramos son diferentes siendo el de los pies de mayor longitud y el tercer tramo el de menor longitud. La bóveda de la nave es de crucería con nervaduras rectilíneas formando estrellas diversas de cuatro puntas, según el tramo que cubran. Las claves de la crucería son muy sencillas y sólo destacan las centrales del segundo y tercer tramo, una representación de San Andrés y una figura coronada respectivamente. Las capillas tienen arcos irregulares casi de medio punto, presentan grandes diferencias formales y no hay comunicación entre ellas. En el primer tramo se sitúa el acceso al templo y un coro con arco escarzano y friso decorado por florones y ménsulas a modo de triglifos con cornisa denticulada.
El coro cuenta con un balcón sobre dos ménsulas en el lateral norte. En el segundo tramo, en el muro sur sobre la capilla, existe un vano en forma de medio tronco de cono. En el presbiterio se coloca un magnífico retablo renacentista y las capillas albergan diversos retablos barrocos y neoclásicos.

## Materiales
En cuanto a los materiales utilizados para los acabados, el aparejo de las bóvedas ha sido revocado, los muros interiores no presentan revoco y muestran una mampostería regular abujardada parcialmente y con un picado muy basto en gran parte de su superficie, presentando unas juntas de mortero gris muy pronunciadas y burdas. De manera muy puntual se observan restos de anteriores enlucidos cromáticos. El suelo se cubre con parqué de madera de pequeñas dimensiones, salvo en el altar elevado por cuatro escalones donde se usa mármol verde y el coro donde hay pavimento cerámico color teja. La cubierta es de teja cerámica curva y los muros exteriores son de sillería, salvo la parte superior del muro de la nave que está revocada.